# Тышкевич, Константин Пиевич
Константи́н Пи́евич Тышке́вич (5 [17] февраля 1806, Логойск — 1 [13] июля 1868, Минск) — археолог, историк, этнограф, фольклорист из рода Тышкевичей.

## Биография
Происходил из логойской ветви шляхетского рода Тышкевичей. Его родителями были граф Пий Тышкевич и Августа Плятер. Имел брата Евстафия. Учился в Полоцком иезуитском и Забельском доминиканском коллегиумах, после в Виленском университете, окончив юридической факультет которого в 1828 году, переехал в Варшаву. Здесь он до 1836 года работал в Министерстве финансов Царства Польского. Участвовал в восстании 1830—1831 годов.
В 1836 году возвратился в Логойск, где основал холщовую мануфактуру (бел.), сахарные заводы, а также сберегательный банк для мещан и крестьян. В 1862 году принимал участие в работе минского губернского комитета по крестьянскому вопросу.

## Научная деятельность
Краеведческая деятельность Константина Тышкевича началась в 1833-1834 гг. — по примеру младшего брата Евстафия с раскопок курганов (главным образом, в Логойском графстве). Итоги раскопок К. Тышкевич подвёл в основательной монографии «Про курганы в Литве и Западной Руси». Работа сначала печаталась в журнале «Виленский вестник», а в 1865 году вышла в Вильно отдельной книгой (один экземпляр её хранится в Фундаментальной библиотеке имени Якуба Коласа Академии наук Беларуси). В книге автор классифицировал насыпи на пять групп (курганы с захоронениями погибших в боях воинов, с захоронениями представителей местных племён и т. д.); уделил внимание методике раскопок (которую впоследствии постоянно стремился совершенствовать); первым сформулировал конкретную задачу раскопок (напластования должны быть "с точностью сложены"); ведя детальные дневники раскопок белорусских курганов, сделал много верных наблюдений о погребальном обряде. Первым в белорусской археологии обратив внимание на гончарные клейма курганных горшков и сопоставив эти знаки со знаками на товарных пломбах из Дрогичина, К. Тышкевич посчитал, что они имеют чисто символическое значение или религиозное значение. Подобные заблуждения характерны для начальных этапов археологии (современная точка зрения — знаки представляют собой фабричные клейма). Мало ещё зная о курганах, Константин предлагал избирать для раскопок те курганные группы, о которых в народе «сохранились предания, доказывающие их древность».
Любопытно, что отношение К. Тышкевича к археологии было двойственным. Он понимал, что при раскопках курганов «отверзается для нас заря новых познаний»; чтобы «изучить прошедшее, мы разрываем могилы», что «главнейшее существенное условие археологии состоит в беспрестанном сравнении, посредством которого она... составляет некоторую основу для событий эпохи, не доставившей нам... письменными памятниками». Но в то же время писал в книге, что в науке археологии «всё без верных данных, создаётся на догадках более или менее вероятных, всё составляет род какой-то гипотезы». Мысль немецких учёных «определять по горшкам эпоху существования могилы» — метод, широко использующийся сегодня, — кажется ему «замысловатым средством», оправдывая сложность и гипотетичность которого автор добавляет: «Ничего нельзя было придумать лучше в науке столь тёмной и неопределённой, какова археология».
В 1838 году Константин Тышкевич совершил путешествие по Западной Двине — от Бешенковичей до Риги. А в 1856 году на свои средства и на собственном судне он осуществил путешествие по Вилии — от её истоков до впадения в Неман. Цель поездки — обозначить встреченные сёла и городки на водном пути, определить глубину реки, ознакомиться с рельефом и ландшафтом, собрать фольклорный материал. На протяжении четырёх месяцев научная экспедиция исследовала всю реку Вилию: от деревни Камено до устья — 682 версты, побывала в 295 деревнях и городках. Во время путешествия Тышкевич не только проводил раскопки, описывал наиболее интересные археологические памятники, изучал ландшафт, глубину рек, сёла, но и знакомился с людьми, собирая материал устного народного творчества.
Данная экспедиция легла в основу фундаментального труда «Вилия и её берега». Книга начинается словами:

«Всем сердцем люблю землю, что жизнь мне дала, которая в старости кормит хлебом, которая не откажет в последнем приюте. Каждый из нас, кто хоть немного имеет силы, обязан для своей земли, для науки внести свою долю».

Значительное место в книге занимает описание памятников архитектуры (замков, костёлов, церквей и т. д.) с выполненными с натуры графическими рисунками художника, участника экспедиции. Но несмотря на обилие археологических и архитектурных сведений, книга носит прежде всего этнографический характер — автор поместил множество песен населения Повилья. Константин Тышкевич всегда придавал фольклору особенное значение в жизни каждого народа; доказательством служат его слова:

«Песня народная была литературой народа, как предания и легенды были его первой историей».

Краеведческая монография «Вилия и её берега» была издана через три года после смерти автора в 1871 году в Дрездене на польском языке благодаря стараниям польского писателя и историка Юзефа Игнатия Крашевского.

В 1842 году совместно с братом Евстафием основал музей древностей, состоящий из древних рукописей, коллекции картин и обширной библиотеки. Константин Тышкевич также был одним из основателей Виленского музея древностей, членом Виленской археологической комиссии.
Материалы, представленные Тышкевичем на археологической выставке в Москве, заинтересовали российских учёных, и Московское археологическое общество избрало его своим почётным членом. Также он состоял в этнографическом товариществе Восточной Америки и Парижском географическом обществе. Кроме того, К. Тышкевич поддерживал связи с научными товариществами в Париже, Лондоне, Праге, Кракове, Москве, Вильно.
Константин Тышкевич положил начало изучению истории городов Логойска и Заславля. Он обследовал городища в Логойске, Свидно, Добриново, Боровом Млынке, Сукромно, Заславле, Чашниках, Улле, Биржах и составил их топографические планы.
В книге «Исторические сведения о замках, городищах и курганах в Литве и Руси Литовской» исследователь сделал попытку классифицировать городища в зависимости от местонахождения и размещения на них земляных укреплений (в частности, городища с валами по периметру площадки он считал «жертвенными» и относил к таковым Паненскую гору в Логойске, на которой в дохристианские времена проводились языческие обряды).
Большую часть собранной археологической коллекции, в частности материалы 1862 года с раскопок курганов около деревни Видогоще Минского уезда, К. Тышкевич передал в Румянцевский музей, откуда она попала в Московский Исторический музей, где и хранится сейчас. Много находок оставалось в Логойском музее, позже они были переданы в Виленский музей древностей.
Краеведческую и научную деятельность К. Тышкевич совмещал с общественной, в частности, в 1861 году принимал участие в работе Минского губернского комитета по крестьянским вопросам.

Отчёты о своих археологических находках публиковал в газете «Новое время», издаваемой Адамом Киркором в Петербурге в 1868—1871 годах.